# League of Legends World Championship
League of Legends World Championship（リーグ・オブ・レジェンド ワールドチャンピオンシップ）はLeague of Legendsの世界最強チーム決定戦であり、毎年10月から11月に開催されるeスポーツ大会である。サモナーズカップと優勝賞金200万ドル超を争う。最多優勝は韓国のT1の5回。

## 開催方式

### プレイイン ステージ

#### 2019年まで
12チームが参加する。3チームずつの4グループに分かれてダブルラウンドロビンで対戦する。3位のチームが敗退し、1位と2位は他のグループの2位、1位とBo5で対戦する。勝者がメインイベントのグループステージに進出する。

#### 2020年から
新型コロナウイルス感染症 によりベトナムの2チームが出場できなかったため、10チームが参加する。5チームずつの2グループに分かれてシングルラウンドロビンで対戦する。5位のチームが敗退し、1位のチームはグループステージに進出する。3位と4位のチームはBo5 （五本勝負）で対戦し、その勝者と別グループの2位のチームの試合の勝者がメインイベントのグループステージに進出する。

#### 2022年
12チームが参加する。6チームずつの2グループに分かれてシングルラウンドロビンで対戦する。各グループ下位2チームは敗退し、1位チームはメインイベントのグループステージに進出する。3位と4位のチームはBo5形式で対戦し、その勝者と別グループの2位のチームの試合の勝者がメインイベントのグループステージに進出する。

#### 2023年から
8チームが参加する。4チームずつが2つのダブルエリミネーションブラケットに分かれて戦い、各ブラケット上位2チームがスイスステージへ進出する。各ブラケットwinners決勝で負けた方は逆ブラケットの2位決定戦へ進む。

### グループ ステージ(2022年まで)
プレイインステージを勝ち抜いた4チームと、このステージから加わる12チームによる合計16チームが参加する。4チームずつの4グループに分かれ、ダブルラウンドロビンで対戦する。上位2チームがノックアウト ステージに進出する。

### スイスステージ(2023年から)
プレイインステージを勝ち上がった4チームと、ここから参加する12チーム、合計16チームが参加する。スイスドローBo1形式で3勝すると勝ち抜け、3敗すると敗退となる。また、勝ち抜けか敗退を決める試合(2勝0敗や0勝2敗)のみBo3形式になる。また、1番最初の試合(0勝0敗)の際のみ同リージョンチーム同士の対戦はなくなり、その後は一度戦った相手とは戦わないように組み合わせが決定する。

### ノックアウト ステージ
グループステージの勝者8チームがシングルイリミネーショントーナメントでBo5で対戦し、優勝チームを決定する。

## 歴史

初代サモナーズカップ

第1回大会はシーズン1チャンピオンシップという名義でスウェーデンのヨンショーピング市のエルミアで行われ、8チームが出場。決勝戦は当時三本勝負だった。欧州代表のFnaticが初代王者に戴冠した。
第2回と第3回大会はロサンゼルスのステイプルズ・センターで行われた。この大会から決勝トーナメントが五番勝負となる。第4回大会は台湾・シンガポール・韓国で行われ決勝はソウルワールドカップ競技場で行われた。第5回は欧州を中心に開催され、決勝はベルリンのメルセデス・ベンツアレーナ、第6回は再びアメリカ開催、決勝はステイプルズ・センター。第7回は北京の国家体育場、第8回は韓国の仁川文鶴競技場で行われた。第9回は第5回以来の欧州開催となりパリのベルシー・アレナで行われた。
2017年決勝ではSamsung GalaxyがSK Telecom T1を3-0のストレートで勝利。約5万人が国家体育場に集結し、6000万人が視聴したといわれ、史上最高の歴史に残る大会となる。
2018年は決勝戦常連だった韓国勢が準々決勝で全チーム敗退。Invictus GamingとFnaticとの間で行われた決勝では前年の記録を破り9960万人が視聴した。
2020年の第10回記念大会は新型コロナの影響で全試合上海でバブル開催。決勝を除き全試合無観客で開催。アイスランドで開催の2021年の第11回大会も完全無観客開催。
2022年は新サモナーズカップをティファニーが作成。重さ44ポンド。優勝戦ではプレイインから勝ち上がったDRXがV4を狙っていたT1をフルセットの末初優勝。

### 優勝戦結果
| 開催年 | 決勝開催地         | チーム数 | 決勝             | 決勝 | 決勝 | 決勝                  | 準決勝敗退チーム            | 準決勝敗退チーム    | 日本チームの成績   | 日本チームの成績              |
| 開催年 | 決勝開催地         | チーム数 | 優勝             | 結果 | 結果 | 準優勝                | 準決勝敗退チーム            | 準決勝敗退チーム    | 出場チーム         | 順位                          |
| ------ | ------------------ | -------- | ---------------- | ---- | ---- | --------------------- | --------------------------- | ------------------- | ------------------ | ----------------------------- |
| 2011   | ヨンショーピング市 | 8        | Fnatic           | 2    | 1    | against All authority | Team SoloMid                | Team SoloMid        | 出場チームなし     | 出場チームなし                |
| 2012   | ロサンゼルス       | 12       | Taipei Assassins | 3    | 1    | Azubu Frost           | Counter Logic Gaming Europe | Moscow Five         | 出場チームなし     | 出場チームなし                |
| 2013   | ロサンゼルス       | 14       | SK Telecom T1    | 3    | 0    | Royal Club            | Fnatic                      | NaJin Black Sword   | 出場チームなし     | 出場チームなし                |
| 2014   | ソウル             | 16       | Samsung White    | 3    | 1    | Star Horn Royal Club  | OMG                         | Samsung Galaxy Blue | 出場チームなし     | 出場チームなし                |
| 2015   | ベルリン           | 16       | SK Telecom T1    | 3    | 1    | KOO Tigers            | Fnatic                      | Origen              | DetonatioN FocusMe | 予選敗退                      |
| 2016   | ロサンゼルス       | 16       | SK Telecom T1    | 3    | 2    | Samsung Galaxy        | ROX Tigers                  | H2k-Gaming          | Rampage            | 予選敗退                      |
| 2017   | 北京               | 24       | Samsung Galaxy   | 3    | 0    | SK Telecom T1         | Team WE                     | Royal Never Give Up | Rampage            | プレイイン1次敗退（ベスト24） |
| 2018   | 仁川               | 24       | Invictus Gaming  | 3    | 0    | Fnatic                | G2 Esports                  | Cloud9              | DetonatioN FocusMe | プレイイン2次敗退（ベスト20） |
| 2019   | パリ               | 24       | FunPlus Phoenix  | 3    | 0    | G2 Esports            | Invictus Gaming             | SK Telecom T1       | DetonatioN FocusMe | プレイイン1次敗退（ベスト24） |
| 2020   | 上海               | 22       | DAMWON Gaming    | 3    | 1    | Suning                | G2 Esports                  | Top Esports         | V3 Esports         | プレイイン1次敗退（ベスト22） |
| 2021   | レイキャヴィーク   | 22       | Edward Gaming    | 3    | 2    | DWG KIA               | T1                          | Gen.G               | DetonatioN FocusMe | グループ敗退（ベスト16）      |
| 2022   | サンフランシスコ   | 24       | DRX              | 3    | 2    | T1                    | JD Gaming                   | Gen.G               | DetonatioN FocusMe | プレイイン3次敗退（ベスト18） |
| 2023   | ソウル             | 22       | T1               | 3    | 0    | Weibo Gaming          | Bilibili Gaming             | JD Gaming           | DetonatioN FocusMe | プレイイン1次敗退（ベスト22） |
| 2024   | ロンドン           |          | T1               | 3    | 2    | Bilibili Gaming       | Gen.G                       | Weibo Gaming        | SHG                | プレイイン1次敗退(ベスト20)   |
| 2025   | 成都市             |          |                  |      |      |                       |                             |                     |                    |                               |